# Modlíkov
Modlíkov är en ort i Tjeckien.   Den ligger i regionen Vysočina, i den centrala delen av landet, 110 km sydost om huvudstaden Prag. Modlíkov ligger 568 meter över havet och antalet invånare är 158.
Terrängen runt Modlíkov är lite kuperad. Runt Modlíkov är det ganska tätbefolkat, med 78 invånare per kvadratkilometer. Närmaste större samhälle är Havlíčkův Brod, 13,6 km väster om Modlíkov. Trakten runt Modlíkov består till största delen av jordbruksmark.